# Relais 4 × 100 mètres masculin aux Jeux olympiques d'été de 1936 (athlétisme)
Pour un article plus général, voir Athlétisme aux Jeux olympiques d'été de 1936.
Navigation
Los Angeles 1932 Londres 1948
L'épreuve du relais 4 × 100 mètres masculin aux Jeux olympiques de 1936 s'est déroulée le 9 août 1936 au Stade olympique de Berlin, en Allemagne. Elle est remportée par l'équipe des États-Unis composée de Jesse Owens, Ralph Metcalfe, Foy Draper et Frank Wykoff qui réalisent en finale un nouveau record du monde en 39 s 8.

## Résultats

### Finale
| Rang               | Pays       | Athlètes                                                           | Temps   | Notes |
| ------------------ | ---------- | ------------------------------------------------------------------ | ------- | ----- |
| Médaille d'or      | États-Unis | Jesse Owens Ralph Metcalfe Foy Draper Frank Wykoff                 | 39 s 8  | WR    |
| Médaille d'argent  | Italie     | Orazio Mariani Gianni Caldana Elio Ragni Tullio Gonnelli           | 41 s 1  |       |
| Médaille de bronze | Allemagne  | Wilhelm Leichum Erich Borchmeyer Erwin Gillmeister Gerd Hornberger | 41 s .2 |       |
| 4                  | Argentine  | Juan Lavenás Antonio Sande Carlos Hofmeister Tomás Beswick         | 42 s 2  |       |
| 5                  | Canada     | Sam Richardson Bruce Humber Lee Orr Howard McPhee                  | 42 s 7  |       |
|                    | Pays-Bas   | Tjeerd Boersma Wil van Beveren Christiaan Berger Tinus Osendarp    |         | DQ    |